# Salomé recevant la tête de saint Jean-Baptiste
Salomé recevant la tête de saint Jean-Baptiste est une peinture à l'huile sur toile réalisée par le Guerchin vers 1637 et conservée au musée des beaux-arts de Rennes, en Bretagne. Haute de 139 centimètres et large de 175, elle illustre un texte  biblique en représentant Salomé aux sept voiles recevant sur un plateau la tête de Jean le Baptiste, décapité à sa demande en récompense d'une danse devant son beau-père, Hérode Antipas. Ce faisant, le tableau met en image la cruauté féminine selon une mode  typique de la Contre-Réforme.[réf. nécessaire]